# Ptinus pedestris
Ptinus pedestris is een keversoort uit de familie klopkevers (Ptinidae). De wetenschappelijke naam van de soort werd in 1935 gepubliceerd door Kenneth Gloyne Blair.